# Khadijetou El Mokhtar

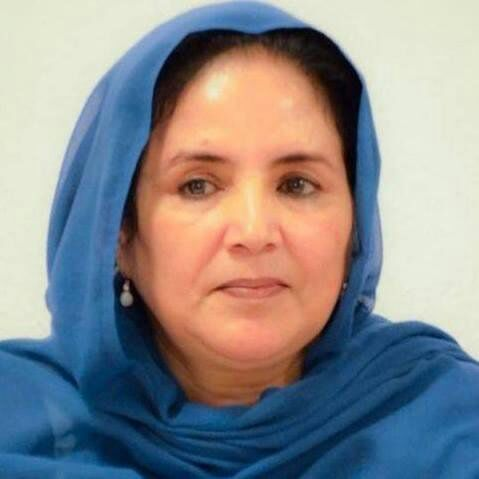
Jadiyetu El Mohtar

Khadijetou El Mokhtar (arabisch خديجتو المختار, spanisch Jadiyetu El Mohtar; geb. 4. Februar 1959) ist eine Sahraui-Politikerin. Seit 2017 war sie Sondergesandte des Landes (special representative) in Peru. Sie wurde bekannt, als sie 17 Tage lang am internationalen Flughafen Jorge Chávez festgehalten wurde, da das Land die Demokratische Arabische Republik Sahara  (SADR) zu diesem Zeitpunkt nicht anerkannte. Seit 1986 ist sie Mitglied der Cooperativa Unidad Nacional Mujeres Saharauis und der Delegation der Frente Polisario in Spanien.

## Leben
El Mokhtar wurde am 4. Februar 1959 in Villa Cisneros in Spanisch-Sahara, geboren (heute: Ad-Dakhla). Sie lehrte von 1978 bis 1985 an der Sidi Brahim Basiri School in Aousserd (nicht in der Stadt Aousserd), einer Wilaya des Saharawi refugee camps (arabisch مخيمات اللاجئين الصحراويين; spanisch Campamentos de refugiados saharauis) in Tindūf, wo sie vor allem für die Verbreitung des Spanischen eintrat.
El Mokhtar wurde am 15. Mai 2017 von Brahim Ghali als special representative nach Peru entsandt, um Verhandlungen zu beginnen und diplomatische Beziehungen aufzunehmen. Peru hatte die Demokratische Arabische Republik Sahara (SADR) 1984 ursprünglich als Staat anerkannt, aber die Anerkennung zurückgenommen und die diplomatischen Verbindungen 1996 wieder abgebrochen. Zu dieser Zeit war sie bereits Präsidentin der Cooperativa Unidad Nacional Mujeres Saharauis.
Sie wurde als „mobile Botschafterin der SADR in Lateinamerika“ („roving ambassador to Latin America“) beschrieben und nahm zwischen dem 10. Juni und dem 18. Juli 2017 an politischen Treffen teil. Als sie jedoch am 9. September wieder nach Peru einreiste, wurde ihr die Einreise verweigert, und sie wurde am internationalen Flughafen Jorge Chávez (Lima) festgehalten. Sie war auf eine Liste von Personen gesetzt worden, denen die Einreise nach Peru verboten war, da sie bei ihren politischen Treffen gegen die Bedingungen ihres Touristenvisums verstoßen hatte (El Mokhtar war mit einem spanischen Pass und einem Touristenvisum nach Peru eingereist, da ihre Dokumente der SADR von dem Land nicht anerkannt wurden).
Sie blieb am Flughafen zurück, konnte das Land nicht betreten und war trotz der Forderungen nach Entlassung nicht bereit, das Land zu verlassen. El Mokhtar weigerte sich, freiwillig in die SADR auszureisen (es wurde behauptet, sie sei auf Einladung des peruanischen Senats gereist) und wurde am 28. September 2017 gegen ihren Willen in ein Flugzeug nach Spanien gesetzt.